# Сова, Любовь Зиновьевна
Любовь Зиновьевна Сова (род. 17 сентября 1937, Харьков, УССР; Аксенова с 1979) — советский и российский лингвист и востоковед. Основной сферой её профессиональных интересов является лингвистика, африканская филология, семиотика, типология, славянские языки и журналистика. По оценке энциклопедий, она является одним из выдающихся учёных XX и XXI века, признанным специалистом в области бантуистики, одним из ведущих языковедов мира и создателем аналитической лингвистики — новой филологической дисциплины на стыке структурного языкознания и конструктивной математики.

## Образование
Л. З. Сова (Аксенова) родилась в семье научных работников. В 1960 г. окончила филологический факультет Харьковского государственного университета по специальности «русский язык и литература», в 1969 г. — математико-механический факультет Ленинградского государственного университета по специальности «математика» (математическая логика и компьютеры), в 1965 г. — аспирантуру по структурной лингвистике Ленинградского отделения Института языкознания АН СССР (научный руководитель — проф. А. А. Холодович), в 1965 г. защитила диссертацию на степень кандидата филологических наук по специальности «структурная лингвистика и африканская филология»; в 1977 г. ей была присуждена учёная степень доктора филологических наук (защищена по монографии «Аналитическая лингвистика». М. 1970), в 1984 г. — учёное звание старшего научного сотрудника, в 1993 г. — степень доктора философии, Германия. Член Международной ассоциации семиотических исследований (1986), Берлинского центра исследований по семиотике (1994), Международного клуба «Ведущие интеллектуалы мира» (США, 1998), Научного Совета Международного биографического центра (Кембридж, Англия, 1999), Исследовательского совета Американского биографического института (1999), Союза писателей ФРГ (Bund Deutscher Schriftsteller BDS, 2002), Исследовательской Академии Международного биографического центра (Кембридж, Англия, 2005) и др. Основатель и главный редактор берлинского ж. «Guten Abend!» (1997).

## Карьера
С 1961 по 1990 г. Л. З. Сова работала внештатным аннотатором Книжной Палаты УССР, техником, инженером и старшим инженером-переводчиком Укрэнергочермета, преподавателем языка зулу на восточном факультете ЛГУ, научно-техническим, младшим научным, старшим научным и ведущим научным сотрудником Ленинградского отделения Института языкознания АН СССР. Из-за постоянных гонений со стороны ортодоксально мыслящих языковедов, с 1990 г. она работает в ФРГ как писатель и журналист, советник различных коммерческих структур и главный редактор культурно-просветительского журнала «Добрый вечер!» (Берлин ‒ Нью-Йорк ‒ Санкт-Петербург), в котором печатаются статьи по языкознанию, литературоведению, этнографии, философии и истории, а также очерки, рассказы и повести о современной жизни в России и за рубежом (на русском и немецком языках). Кроме того, качестве приглашенного профессора она преподает в различных университетах мира и работает научным сотрудником философского факультета Университета им. Гумбольдта (Humboldt-Universität zu Berlin. Philosophische Fakultät III. Institut für Asien- und Afrikawissenschaften).
В 1970 г. Л. З. Сова опубликовала монографию «Аналитическая лингвистика» (Москва, Академия Наук СССР), в которой охарактеризовала принципы построения универсальной лингвистической теории на основании идей конструктивной математики, а также проиллюстрировала возможности применения Анли в теоретической и прикладной лингвистике, семиотике и теории искусственного интеллекта (позднее Анли была опубликована в переводе на англ. яз.: L. Z. Sova. Analytical Linguistics. St. Petersburg. 2012. 370 p.). Как отмечают биографы Л. З. Совы, аналитическая лингвистика расширила задачи генеративной грамматики и на основании созданного автором аппарата экстрагирования аксиом описала один из фрагментов общего языкознания в виде концептуальной системы, развивающейся во времени. Подводя итоги научной деятельности Л. З. Совы, отмечают, что наиболее важным является создание новых методов исследования и описание на их основе эволюции языков банту, реконструкции прабанту, истории возникновения языка и мышления, теории построения грамматик разноструктурных языков и процедур их анализа. Многочисленные статьи и рецензии, посвященные аналитической лингвистике, характеризуют её роль в современном языкознании (18).
Л. З. Сова является автором свыше 200 опубликованных и неопубликованных работ, в том числе восемнадцати книг. Большинство из них посвящено описанию языков банту. Кроме огромного фактического материала, содержащегося на нескольких тысячах страниц, в книгах Л. З. Совы сформулирован ряд новых гипотез и теорий в области языкознания и африканистики. Наиболее важными для африканистики являются следующие:
1. Фиксация и описание в предыстории языков банту трех периодов (партитивно-посессивного, пространственного и темпорального), обусловивших формирование нового (современного) способа отражения действительности — темпорально-модального.
2. Моделирование генезиса артикуляционного аппарата и словарного состава африканских языков в виде процесса, «развертывающегося» из одной («нулевой») точки (путём конкретизации аморфного синкретичного образа и его дериватов).
3. Гипотеза о том, что легенды о мироздании, демиургом которого является Слово, отражают процессы словотворчества в голове мыслящего индивида, а не процессы создания мира во внеязыковом пространственно-временно́м континууме, и о том, что история возникновения слов обычно интерпретируется как история образования их денотатов.
4. Характеристика эволюции понятий о грамматических категориях в африканских языках как последовательной дуализации исходного аморфного (синкретичного) понятия путём соотнесения этапов его деления с двумя пространственно-временными континуумами (внутри мозга говорящего и вне его).
5. Гипотеза о превращении языков банту из изолирующих в агглютинативно-флективные и её доказательство на материале конкретных языковых данных.
6. Теория возникновения показателей согласовательных классов в языках банту из просодических циркумфлексов и корневых силлабем в процессе преобразования изолирующего строя в агглютинативно-флективный.
7. Просодемно-силлабемная теория происхождения префиксов именных классов и реконструкция на её основе праформ.
8. Теория дуалистического (формально-смыслового) синтаксического анализа/синтеза и её реализация на материале языка зулу.
9. Принципы построения универсальной грамматики методами аналитической лингвистики. Описание на её основе морфологии и синтаксиса языка зулу.

### Монографии
- Analytical Linguistics. St. Petersburg. 2012. 370 с.
- Африканистика и эволюционная лингвистика. СПб. 2008. 396 с.
- Исследования по языку зулу. СПб. 2008. 226 с.
- Аналитическая лингвистика и типология. СПб. 2007. 378 с.
- Лингвистика синтеза. СПб. 2007. 422 с.
- У истоков языка и мышления. Генезис африканских языков. СПб. 1996. 384 с.
- Сопоставительная грамматика языков банту (система согласовательных классов). 480 с. (Рукопись).
- Морфология языка зулу. 400 с. (Рукопись).
- Референционная классификация русских существительных. 600 с. (Рукопись).
- Эволюция грамматического строя в языках банту. Ленинград. 1987. 368 с.
- Аналитическая лингвистика. М. 1970. 254 с.
- Конфигурационный синтаксис языка зулу. В 2 ч. Ленинград. 1968‒1969. / Ч. 1. Конфигурации 1‒15. 1968. 209 с. / Ч. 2. Конфигурации 16‒40. 1969. 299 с.
- Классы глаголов в языке зулу. Ленинград. 1965. 15 с. (Автореферат кандидатской диссертации). Неопубликованная кандидатская диссертация с тем же названием. В двух томах: т. 1. 521 с.; т. 2. 497 с.

### Художественная литература и публицистика
- Наши люди в Берлине. Заметки об эмигрантской жизни. СПб. 2004. 188 с.
- Европад (в соавт. с Е. В. Вертелем). Роман. 1-е изд. журнал «Нева». № 11. СПб. 2003. 2-е изд. СПб. 2004. 178 с. 3-е изд. РЖ http://magazines.gorky.media/neva/2003/11/aksen.html
- Ich, Albert Einstein… // Neue Literatur. Anthologie im Herbst 2004. Cornelia Goethe Literaturverlag. Frankfurt A/M. 2004. С. 11-18.
- Берлинские истории. 1997‒1999. Берлин. 2001. 56 с.
- На том свете. Роман. 1-е изд. журнал «Добрый вечер!». № 1-6. Берлин, 1996. 2-е изд. СПб. Из-во «Нева». 2000. 340 с. 3-е изд. Altaspera Publishing & Literary Agency. Huntsville, Ontario, Canada. 2012. 242 с.
- Звуки и буквы. Книга для детей. 24 с. (Рукопись).

### Научные статьи по языкознанию и востоковедению
- Синхрония и диахрония речевой деятельности в аналитической лингвистике.// Varietas delectans. Сборник статей к 70-летию Н. Л. Сухачева. СПб. 2012. С. 457—501 (Сиди 2012).
- Специфика глоттогонического процесса в языках банту // Албанская филология, балканистика, проблемы языкознания. Материалы международной конференции, посвященной 100-летию со дня рождения члена-корреспондента РАН Агнии Васильевны Десницкой 27-30 сентября 2012. СПб. 2012. С. 87-89.
- Эволюция грамматического строя в языках различных типов // Структурная и прикладная лингвистика. Вып. 8. СПб. 2010. С. 46-59.
- Теория В. Г. Адмони о путях языкового развития // Научное наследие В. Г. Адмони и современная лингвистика. Материалы Международной научной конференции, посвященной 100-летию со дня рождения В. Г. Адмони (9 — 13 ноября 2009). СПб. 2009. С. 20 — 21.
- Части речи и члены предложения в аналитической лингвистике // Структурная и прикладная лингвистика. Вып. 7. СПб. 2007. С. 32-49.
- Эволюция категории существительного в разноструктурных языках // Индоиранское языкознание и типология языковых ситуаций. Сборник статей к 75-летию профессора А. Л. Грюнберга (отв. ред. М. Н. Боголюбов). СПб. 2006. С. 421—430.
- Вопросы XXI века // Структурная и прикладная лингвистика. Вып. 6 (Под ред. А. С. Герда). СПб. 2004. С. 19-38.
- Орфографическая реформа в ФРГ // Материалы конференции, посвященной 90-летию со дня рождения А. В. Десницкой. СПб. 2002. С. 203—209.
- Approaches to the model of verbal thinking // Abhandlungen der wissenschaftlichen Gesellschaft bei der ZWST. Т. 2. Berlin. 1999. S. 112—115.
- Реформа немецкой орфографии в ФРГ // Русский Берлин — Русская Германия. № 179/47. Приложение «Что и как». Берлин. 1998. С. 7, 11.
- Глагол как грамматическая категория в языке зулу // Структурная и прикладная лингвистика. Вып. 5 (Под ред. А. С. Герда). СПб. 1997. С. 68-88.
- В пучине «Тихого Дона» (в соавт. с Е. В. Вертелем) // «Добрый вечер!» № 4(2). Берлин. 1997. С. 28-44.
- Об авторстве «Тихого Дона» (в соавт. с Е. В. Вертелем) // Зеркало загадок. № 6. Берлин. 1997. С. 42-44.
- О скандинавской версии авторства «Тихого Дона» (в соавт. с Е. В. Вертелем) // Загадки и тайны «Тихого Дона». Самара. 1997. С. 183—194.
- Космогоническая лексика у народов тропической Африки // Этнолингвистические исследования. Этнические контакты и языковые изменения. СПб. 1995. С. 203—232.
- Zur Autorschaft des «Stillen Don» (в соавт. с Е. В. Вертелем) // Zeitschrift für Slawistik. № 37. Heft 4. Berlin. 1992. S. 552—572.
- По поводу авторства «Тихого Дона» (в соавт. с Е. В. Вертелем)// Вопросы литературы. 1991. № 2. М. С. 68-81.
- Синхрония и диахрония языков банту // Актуальные проблемы сравнительного языкознания. Ленинград. 1989. С. 203—238.
- Анализ и синтез языковых категорий с помощью ЭВМ // Язык и логическая теория. М. 1987. С. 62-73.
- Антиномии при создании машинного фонда русского языка // Машинный фонд русского языка. Идеи и суждения. М. 1986. С. 217—220.
- Машинный фонд РЯ и персональные компьютеры (в соавт. с Е. В. Вертелем) // Тезисы докладов 2-й всесоюзной конференции по машинному фонду РЯ. М. 1986. С. 37−39
- Принципы отбора текстов в иллюстративно-текстовый фонд русского языка (в соавт. с Е. В. Вертелем) // Тезисы докладов 2-й всесоюзной конференции по машинному фонду РЯ. М. С. 3.
- Рецензия на книгу «Le dictionnaire comorien — français et français — comorien du R. P. Sacleux, M. A. Chamanga, N. — J . Gueunier (SELAF, Paris, 1979)» (в соавт. с Д. А. Ольдерогге) // Вопросы языкознания. 1982. № 1. С. 139—141.
- Микроструктурный и макроструктурный анализ в морфологии и синтаксисе // Archív Orientální. № 48. Ч. 3. Прага. 1980. С. 217—240.
- Linguistics as a Branch of Semiotics // A semiotic landscape. Ed. by S. Chatman, U. Eco, J. — M. Klinkenberg. Approaches to Semiotics 29. The Hague. 1979. P. 407—411.
- Методы описания языка // Романское и германское языкознание. Вып. 1. Минск. 1978. С. 106—110.
- Границы и возможности типологии // Studies of Linguistic Typology. Acta Universitatis Carolinae. Philologica 5. Linguistica generalia. Прага. 1977. С. 67-82.
- Функциональная модель лингвистической интуиции // Моделирование информационных процессов целенаправленного поведения. Тезисы докладов. Тбилиси. 1976. С. 533—535.
- Лингвистика — ветвь семиотики // Автоматический анализ текстов. Минск. 1976. С. 6-13.
- Лингвистика и общение с ЭВМ (в соавт. с В. В. Морозенко) // Вестник Высшей школы. № 4. М. 1976. С. 25-28.
- Референционная классификация русских существительных // Лингвистические исследования ЛО ИЯ АН СССР. Вып. 3. Ленинград. 1976. С. 126—140.
- Статический и динамический подходы к проблеме лингвистических универсалий // Тезисы конференции по синтаксической семантике. М. 1976. С. 237—238.
- Aspects of Deep Structure // Proceedings of the 11th International Congress of Linguists. T. 2. Bologna — Florence, Aug. 28 — Sept. 2. 1972. Ed. by Luigi Heilmann: Societa editrice il Mulino. Bologna. 1975. P. 507—510.
- Аспекты глубинной структуры // Теоретические проблемы синтаксиса индоевропейских языков. Ленинград. 1975. С. 56-60.
- Иерархия грамматических категорий при построении теории залога // Народы Азии и Африки. № 1. М. 1975. С. 181—185.
- Категория залога в языке зулу // Актуальные проблемы развития литературы и языков Африки. Ленинград. 1975. С. 34.
- Лингвистика и моделирование процесса познания // Романское и германское языкознание. Вып. 5. Минск. 1975. С. 181—185.
- Локализация событий во времени и пространстве зулуской сказки // Актуальные проблемы развития литературы и языков Африки. Ленинград. 1975. С. 35-36.
- Математические методы в теории познания // Вопросы общей и прикладной лингвистики. Минск. 1975. С. 8-27.
- Понятие синтаксической структуры в современной лингвистике // Материалы семинара по теоретическим проблемам синтаксиса. Пермь. 1975. С. 60-63.
- Распознавание смысловых связей при автоматической обработке текста // Методы анализа текстов. Минск. 1975. С. 128—139.
- A structural — syntagmatic invariant // Linguistics. № 125. The Hague. 1974. P. 73-89.
- Some theoretical problems of computational linguistics // Computational and Mathematical Linguistics. Proceedings of the lnternational Conference on Computational Linguistics. Pisa. 1974. P. 695—703.
- Априоризм и апостериоризм при построении лингвистических определений // Структура предложения и классы слов в романо-германских языках. Вып. 3. Калинин. 1974. С. 185—189.
- Автоматическое распознавание смыслового образа в синтаксисе // Статистика речи и автоматический анализ текста 1974. Ленинград. 1974. С. 66-93.
- Механизм, порождающий синтаксические концепции // Статистика речи и автоматический анализ текста 1974. Ленинград. 1974. С. 401—404.
- Объединение отраслевых тезаурусов (в соавт. с В. М. Мотылевым, Р. Г. Пиотровским, В. Я. Шабесом) // Лингвистическое обеспечение АСУ и ИПС. Махачкала. 1974. С. 10-12.
- О формализации семантики // Лингвистическое обеспечение АСУ и ИПС. Махачкала. 1974. С. 110—114.
- Принципы лингвистического конструктивизма // Лингвостатистика и автоматический анализ текстов. Минск. 1974. С. 20-40.
- Текст как результат вербального отражения объективной действительности // Лингвистика текста. Материалы научной конференции. Ч. 2. М. 1974. С. 66-72.
- Эпистемологические и методологические вопросы структурной лингвистики // Структура предложения и классы слов в романо-германских языках. Вып. 3. Калинин. 1974. С. 5-21.
- Глубинная структура как инвариант перевода // Структура предложения и классы слов в романо-германских языках. Вып. 2. Калинин. 1973. С. 301—303.
- Идеофоны в языке зулу // Основные проблемы африканистики. М. 1973. С. 372—378.
- Инвариант структурно-синтагматических отношений // Статистика речи и автоматический анализ текста 1972. Ленинград. 1973. С. 278—292.
- Индукция и дедукция при построении лингвистической теории // Теория языка и инженерная лингвистика. Ленинград. 1973. С. 121—133.
- Соотношение формы и значения в синтагматике // Структура предложения и классы слов в романо-германских языках. Вып. 2. Калинин. 1973. С. 19-33.
- Формальные связи в русском языке (дефиниции) // Проблемы структурной лингвистики. М. 1973. С. 527—542.
- Дуализм синтаксической структуры // Структура предложения и классы слов в романо-германских языках. Вып 1. Калинин. 1972. С. 9-28.
- Некоторые антиномии, связанные с проблемой язык — речь // Структура предложения и классы слов в романо-германских языках. Вып. 1. Калинин. 1972. С. 224—230.
- Связь между подлежащим и сказуемым в языке зулу // Africana IX. Ленинград. 1972. С. 160—180.
- Юбилейная конференция «50 лет академического лингвистического центра в Ленинграде» (хроникальные заметки) (в соавт. с А. С. Либерманом) // Вопросы языкознания. № 3. М. 1972. С. 156—159.
- Единицы языка и единицы синтаксического описания // Теоретические проблемы синтаксиса индоевропейских языков. Тезисы. Ленинград. 1971. С. 25-26.
- Структурно-синтагматический инвариант // Acta linguistica XXI. № 3 — 4. Будапешт. 1971. С. 267—281.
- Функции суффикса -isa в языке зулу // Africana Vll. Ленинград. 1971. С. 127—150.
- Is a set of typological definitions a system? // Theoretical problems of typology and the Northern Eurasian languages. Budapest. 1970. P. 93-94.
- Linguistics & Metalinguistics // Actes du X-e Congrès International des Linguistes, Bucarest, 28 Août — 2 Septembre 1967. Т. 1. Вucarest. 1970.
- Typology and Semiotics // Actes du X-e Congrès International des Linguistes, Bucarest, 28 Août — 2 Septembre 1967. Т. 3. Bucarest. 1970. P. 557−563.
- Versuch einer Klassifikation der Sprachen auf der Grundlage von Typen binärer Wortverbindungen // Linguistics. № 53.The Hague. 1969. S. 93-9.
- Валентность и транзитивность с позиций лингвистического дуализма // Языковые универсалии и лингвистическая типология. М. 1969. С. 244—250.
- Семиология: язык как объект и предмет исследования // Язык как знаковая система особого рода. М. 1967. С. 69-72.
- Типология и семиотика // Résumes des communications (X-eme Congrès International des Linguistes). Comité d’Organisation. Bucarest. 1967. P. 345.
- Дефективные глаголы в языке зулу // Народы Азии и Африки. № 4. М. 1966. С. 184—194.
- Дуализм лингвистических знаков // Народы Азии и Африки. № 6. М. 1966. С. 91-98.
- О соотношении подсистем в языке и речи (на материале языка зулу) // Языки Африки. М. 1966. С. 205—218.
- Семиотика и типология // Конференция по проблемам изучения универсальных и ареальных средств языков. Тезисы. М. 1966. С. 69-74.
- Языковая интуиция: смысл и форма // Основные проблемы эволюции языка. Самарканд. 1966. С. 186—190.
- О построении лингвистических формализаций // Проблемы синхронного изучения грамматического строя языка. М. 1965. С. 185−188.
- Опыт классификации языков на основании выделения типов бинарных словосочетаний // Лингвистическая типология и восточные языки. М. 1965. С. 229—234.
- О соотношении языковых подсистем (в соавт. с В. С. Храковским) // Лингвистическая типология и восточные языки. М. 1965. С. 235—238
- Каузативное преобразование как одно из средств типологического описания языков // Совещание по типологии восточных языков. М. 1963. С. 82.
- Выбор синтаксического синонима при машинном переводе (в соавт. с В. И. Войновым, И. С. Кравчуком и Я. Б. Крупаткиным) // Доклады конференции по обработке информации. М. 1961. С. 1-16
- 1960 Синтаксические функции инфинитива в «Повести временных лет» (Рукопись). 75 с.